# Mistrovství světa v ledním hokeji 2024 (Divize IV)
Mistrovství světa v ledním hokeji 2024 (Divize IV) byl mezinárodní hokejový turnaj pořádaný Mezinárodní hokejovou federací.

## Účastníci
| Tým       | Kvalifikace                           |
| --------- | ------------------------------------- |
| Malajsie  | 6. místo v Divizi III B 2023 – sestup |
| Mongolsko | 2. místo v Divizi IV 2023             |
| Kuvajt    | 3. místo v Divizi IV 2023             |
| Indonésie | 4. místo v Divizi IV 2023             |

## Rozhodčí
| Hlavní                                       | Čároví                                                                                     |
| -------------------------------------------- | ------------------------------------------------------------------------------------------ |
| - Ryan Cairns - Mats Wikstrand - Kang Tche-u | - Marco Tomasello - Chua Jien Yang - Benjamin Huang - Ahmed Al-Farsi - Abdallah Al-Hammadi |

## Tabulka
|  | Tým postupující do skupiny B divize III |

| Poř. | Tým       | Z | V | VP | PP | P | GV | GI | +/- | B |
| ---- | --------- | - | - | -- | -- | - | -- | -- | --- | - |
| 1.   | Mongolsko | 3 | 3 | 0  | 0  | 0 | 28 | 7  | +21 | 9 |
| 2.   | Kuvajt    | 3 | 2 | 0  | 0  | 1 | 25 | 13 | +12 | 6 |
| 3.   | Indonésie | 3 | 0 | 1  | 0  | 2 | 17 | 23 | -6  | 2 |
| 4.   | Malajsie  | 3 | 0 | 0  | 1  | 2 | 9  | 36 | -27 | 1 |

## Zápasy
Všechny časy jsou místní (UTC+3).
| 16. dubna 2024 14:00 | Mongolsko | 9 : 3 (2:0, 2:1, 5:2) | Indonésie | Kuwait Ice Skating Rink, Město Kuvajt Návštěvnost: 50 |  |

| Report | |                                                 |                                                      |                                                                  |
| Baatarchuu Bazarvaani | Baatarchuu Bazarvaani | Brankáři                                        | Izzan Rais                                           | Rozhodčí: Kang Tche-u Čároví: Abdallah Al-Hammadi Chua Jien Yang |
| Batorovich (Urtnasan) 09:53' Erdenetogtokh (Urtnasan, Batorovich) 18:37' Batorovich 21:43' Erdenejav (Ganbaatar) 28:14' Urtnasan (Batorovich) 44:39' Urtnasan (Ganbaatar) 47:10' Namjil (Batorovich, Urtnasan) 48:12' Undarmaa (Mishigsuren) 51:23' Ider (Baatarkhuu) 55:05' | Batorovich (Urtnasan) 09:53' Erdenetogtokh (Urtnasan, Batorovich) 18:37' Batorovich 21:43' Erdenejav (Ganbaatar) 28:14' Urtnasan (Batorovich) 44:39' Urtnasan (Ganbaatar) 47:10' Namjil (Batorovich, Urtnasan) 48:12' Undarmaa (Mishigsuren) 51:23' Ider (Baatarkhuu) 55:05' | 1:0 2:0 3:0 4:0 4:1 5:1 5:2 6:2 7:2 8:2 8:3 9:3 | 37:15' Novendra 46:44' Salomo (Siregar) 52:59' Hafiz | Rozhodčí: Kang Tche-u Čároví: Abdallah Al-Hammadi Chua Jien Yang |
| 8 min | 8 min | Tresty                                          | 6 min                                                | Rozhodčí: Kang Tche-u Čároví: Abdallah Al-Hammadi Chua Jien Yang |
| 34 | 34 | Střely                                          | 4                                                    | Rozhodčí: Kang Tche-u Čároví: Abdallah Al-Hammadi Chua Jien Yang |

| 16. dubna 2024 18:00 | Malajsie | 1 : 15 (1:6, 0:5, 0:4) | Kuvajt | Kuwait Ice Skating Rink, Město Kuvajt Návštěvnost: 250 |  |

| Report                                      |                                             |                                                                       | |                                                              |
| Azlly Tengku (od 21. minuty Asyraaf Haikal) | Azlly Tengku (od 21. minuty Asyraaf Haikal) | Brankáři                                                              | Adam Barvík | Rozhodčí: Ryan Cairns Čároví: Ahmed Al-Farsi Marco Tomasello |
| Versluis (Muhd) 15:53'                      | Versluis (Muhd) 15:53'                      | 0:1 0:2 0:3 0:4 0:5 1:5 1:6 1:7 1:8 1:9 1:10 1:11 1:12 1:13 1:14 1:15 | 00:08' Zidarević 05:13' Zidarević 07:32' as-Sarráf (Zidarević) 11:34' Zidarević (as-Sarráf, al-Awadhí) 13:46' ad-Dáí 18:25' Zidarević (al-Chašán) 20:16' as-Sarráf (Drozděckich) 21:01' Drozděckich (al-Awadhí) 30:01' Drozděckich (Zidarević) 31:03' al-Awadhí (al-Marí, as-Sarráf) 38:22' as-Sarráf (Zidarević) 47:14' al-Chašán (Zidarević, Drozděckich) 54:44' Zidarević (Drozděckich) 58:53' as-Sarráf (Zidarević) 58:59' Zidarević (as-Sarráf) | Rozhodčí: Ryan Cairns Čároví: Ahmed Al-Farsi Marco Tomasello |
| 6 min                                       | 6 min                                       | Tresty                                                                | 12 min | Rozhodčí: Ryan Cairns Čároví: Ahmed Al-Farsi Marco Tomasello |
| 7                                           | 7                                           | Střely                                                                | 27 | Rozhodčí: Ryan Cairns Čároví: Ahmed Al-Farsi Marco Tomasello |

| 18. dubna 2024 14:00 | Indonésie | 7 : 6 PP (2:3, 0:2, 4:1 – 1:0) | Malajsie | Kuwait Ice Skating Rink, Město Kuvajt Návštěvnost: 60 |  |

| Report | |                                                     | |                                                                     |
| Izzan Rais | Izzan Rais | Brankáři                                            | Asyraaf Haikal | Rozhodčí: Mats Wikstrand Čároví: Abdallah Al-Hammadi Benjamin Huang |
| Siregar (Novendra, Hafiz) 03:10' Salomo (Wijaya, Praptasuganda) 11:39' Wijaya (Salomo) 48:02' Praptasuganda (Kaykobad, Salomo) 49:31' Salomo (Praptasuganda) 52:21' Praptasuganda (Wijaya) 58:37' Novendra 61:10' | Siregar (Novendra, Hafiz) 03:10' Salomo (Wijaya, Praptasuganda) 11:39' Wijaya (Salomo) 48:02' Praptasuganda (Kaykobad, Salomo) 49:31' Salomo (Praptasuganda) 52:21' Praptasuganda (Wijaya) 58:37' Novendra 61:10' | 1:0 1:1 2:1 2:2 2:3 2:4 2:5 3:5 4:5 5:5 5:6 6:6 7:6 | 07:05' Azra (Muhd) 14:56' Lim 18:05' M. Haikal (Azra, Versluis) 25:40' Versluis 33:03' Versluis (Azra) 56:18' Lim | Rozhodčí: Mats Wikstrand Čároví: Abdallah Al-Hammadi Benjamin Huang |
| 10 min | 10 min | Tresty                                              | 8 min | Rozhodčí: Mats Wikstrand Čároví: Abdallah Al-Hammadi Benjamin Huang |
| 21 | 21 | Střely                                              | 15 | Rozhodčí: Mats Wikstrand Čároví: Abdallah Al-Hammadi Benjamin Huang |

| 18. dubna 2024 18:00                                                                                      | Mongolsko                                                                                                 | 5 : 2 (2:1, 1:0, 2:1)       | Kuvajt                                                                | Kuwait Ice Skating Rink, Město Kuvajt Návštěvnost: 260       |  |
| Baatarchuu Bazarvaani (od 48. minuty Sodbileg Baatarchuu)                                                 | Baatarchuu Bazarvaani (od 48. minuty Sodbileg Baatarchuu)                                                 | Brankáři                    | Adam Barvík                                                           | Rozhodčí: Ryan Cairns Čároví: Chua Jien Yang Marco Tomasello |  |
| Gerelt 01:43' Undarmaa (Batorovich) 05:26' Ider (Pürevdorž) 30:46' Gendunov (TS) 44:43' Mišigsüren 47:32' | Gerelt 01:43' Undarmaa (Batorovich) 05:26' Ider (Pürevdorž) 30:46' Gendunov (TS) 44:43' Mišigsüren 47:32' | 1:0 2:0 2:1 3:1 3:2 4:2 5:2 | 07:23' ad-Dáí (Drozděckich, as-Sarráf) 42:23' Drozděckich (as-Sarráf) | Rozhodčí: Ryan Cairns Čároví: Chua Jien Yang Marco Tomasello |  |
| 162 min                                                                                                   | 162 min                                                                                                   | Tresty                      | 194 min                                                               | Rozhodčí: Ryan Cairns Čároví: Chua Jien Yang Marco Tomasello |  |
| 30 | 30 | Střely                      | 9                                                                     | Rozhodčí: Ryan Cairns Čároví: Chua Jien Yang Marco Tomasello |  |

| 19. dubna 2024 14:00 | Malajsie | 2 : 14 (1:7, 0:2, 1:5) | Mongolsko | Kuwait Ice Skating Rink, Město Kuvajt Návštěvnost: 76 |  |

| Report                                                 |                                                        |                                                                       | |                                                              |
| Asyraaf Haikal (od 41. minuty Azlly Tengku)            | Asyraaf Haikal (od 41. minuty Azlly Tengku)            | Brankáři                                                              | Baatarchuu Bazarvaani (od 21. minuty Sodbileg Baatarchuu) | Rozhodčí: Kang Tche-u Čároví: Benjamin Huang Marco Tomasello |
| Lim (Versluis, Mohammad) 06:45' Raja (Versluis) 52:16' | Lim (Versluis, Mohammad) 06:45' Raja (Versluis) 52:16' | 0:1 1:1 1:2 1:3 1:4 1:5 1:6 1:7 1:8 1:9 1:10 1:11 1:12 2:12 2:13 2:14 | 05:11' Lkhagvadorj (Mishigsuren, Enkhsukh) 07:49' Munkhtulga (Enkh-Amgalan) 08:36' Batorovich 12:12' Batorovich (Nyamdavaa) 18:00' Ariunbileg 18:45' Batorovich (Bilguun, Namjil) 19:38' Munkhtuvshin (Shinebayar) 23:29' Enkhsukh (Tserenbaljir) 29:16' Lkhagvadorj 44:51' Nyamdavaa 45:25' Ariunbileg (Batorovich) 51:26' Namjil (Batorovich, Tsengel) 58:09' Tserenbajlir (Gerelt, Tsengel) 58:54' Mishigsuren (Tsengel) | Rozhodčí: Kang Tche-u Čároví: Benjamin Huang Marco Tomasello |
| 8 min                                                  | 8 min                                                  | Tresty                                                                | 17 min | Rozhodčí: Kang Tche-u Čároví: Benjamin Huang Marco Tomasello |
| 9                                                      | 9                                                      | Střely                                                                | 26 | Rozhodčí: Kang Tche-u Čároví: Benjamin Huang Marco Tomasello |

| 18. dubna 2024 18:00 | Kuvajt | 8 : 7 (2:3, 3:1, 3:3) | Indonésie | Kuwait Ice Skating Rink, Město Kuvajt Návštěvnost: 300 |  |

| Report | |                                                             | |                                                                |
| Adam Barvík | Adam Barvík | Brankáři                                                    | Izzan Rais | Rozhodčí: Mats Wikstrand Čároví: Ahmed Al-Farsi Chua Jien Yang |
| Drozděckich (Zidarević) 04:19' Zidarević (Drozděckich) 16:12' Drozděckich (as-Sarráf) 28:09' Drozděckich (Zidarević) 30:34' as-Sarráf (al-Awadhí) 32:30' Zidarević (Drozděckich) 43:21' Zidarević (Drozděckich, as-Sarráf) 47:16' al-Maragí (Drozděckich) 54:22' | Drozděckich (Zidarević) 04:19' Zidarević (Drozděckich) 16:12' Drozděckich (as-Sarráf) 28:09' Drozděckich (Zidarević) 30:34' as-Sarráf (al-Awadhí) 32:30' Zidarević (Drozděckich) 43:21' Zidarević (Drozděckich, as-Sarráf) 47:16' al-Maragí (Drozděckich) 54:22' | 1:0 1:1 1:2 1:3 2:3 3:3 3:4 4:4 5:4 5:5 6:5 7:5 7:6 7:7 8:7 | 05:29' Novendra (Siregar, Prijanto) 08:20' Fadilla (Zea) 08:39' Siregar (Novendra, al-Kaeda) 29:25' Novendra 41:23' Salomo (Kaykobad) 51:24' Siregar (al-Kaeda) 51:33' Salomo | Rozhodčí: Mats Wikstrand Čároví: Ahmed Al-Farsi Chua Jien Yang |
| 18 min | 18 min | Tresty                                                      | 12 min | Rozhodčí: Mats Wikstrand Čároví: Ahmed Al-Farsi Chua Jien Yang |
| 23 | 23 | Střely                                                      | 28 | Rozhodčí: Mats Wikstrand Čároví: Ahmed Al-Farsi Chua Jien Yang |

## Hráčské statistiky

### Kanadské bodování
Toto je konečné pořadí hráčů podle dosažených bodů. Za jeden vstřelený gól nebo přihrávku na gól hráč získal jeden bod.
| Poř. | Hráč               | Tým       | Z | G | A  | B  | TM | +/- |
| ---- | ------------------ | --------- | - | - | -- | -- | -- | --- |
| 1.   | Ilja Drozděckich   | Kuvajt    | 3 | 7 | 10 | 17 | 8  | +13 |
| 2.   | Alí as-Sarráf      | Kuvajt    | 3 | 5 | 11 | 16 | 0  | +14 |
| 3.   | Bojan Zidarević    | Kuvajt    | 3 | 9 | 6  | 15 | 8  | +15 |
| 4.   | Batu Batorovich    | Mongolsko | 3 | 6 | 6  | 12 | 0  | +7  |
| 5.   | Nathaniel Salomo   | Indonésie | 3 | 5 | 2  | 7  | 0  | +2  |
| 6.   | Nyamdavaa Urtnasan | Mongolsko | 3 | 3 | 4  | 7  | 25 | +9  |
| 7.   | Abraham Novendra   | Indonésie | 3 | 4 | 2  | 6  | 0  | +3  |
| 8.   | Deen Versluis      | Malajsie  | 3 | 3 | 3  | 6  | 4  | -10 |
| 9.   | Kenneth Siregar    | Indonésie | 3 | 3 | 2  | 5  | 0  | 0   |
| 10.  | Tsengel Undarmaa   | Mongolsko | 3 | 2 | 3  | 5  | 2  | +9  |

### Hodnocení brankářů
Toto je konečné pořadí čtyř nejlepších brankářů.
| Poř. | Hráč                  | Tým       | Z. | MIN    | OG | PZ | PS | POG   | Úsp%  |
| ---- | --------------------- | --------- | -- | ------ | -- | -- | -- | ----- | ----- |
| 1.   | Adam Barvík           | Kuvajt    | 3  | 180:00 | 13 | 61 | 74 | 4.33  | 82.43 |
| 2.   | Izzan Rais            | Indonésie | 3  | 180:13 | 23 | 49 | 72 | 7.66  | 68.06 |
| 3.   | Asyraaf Haikal        | Malajsie  | 3  | 141:10 | 25 | 47 | 72 | 10.63 | 65.28 |
| 4.   | Baatarchuu Bazarvaani | Mongolsko | 3  | 127:19 | 6  | 7  | 13 | 2.83  | 53.85 |

## Ocenění
| Pozice  | Hráč            |
| ------- | --------------- |
| Brankář | Adam Barvík     |
| Obránce | Batu Batorovich |
| Útočník | Bojan Zidarević |